# Гиталенс-Л’Альбаред
Гитале́нс-Л’Альбаре́д (фр. Guitalens-L'Albarède, окс. Guitalens e l'Albareda) — коммуна во Франции, находится в регионе Юг — Пиренеи. Департамент — Тарн. Входит в состав кантона Плен-де-л’Агу. Округ коммуны — Кастр.
Код INSEE коммуны — 81132.

## История
Коммуна была образована 30 сентября 2007 года путём объединения коммун Гиталенс и Лальбаред.

## География

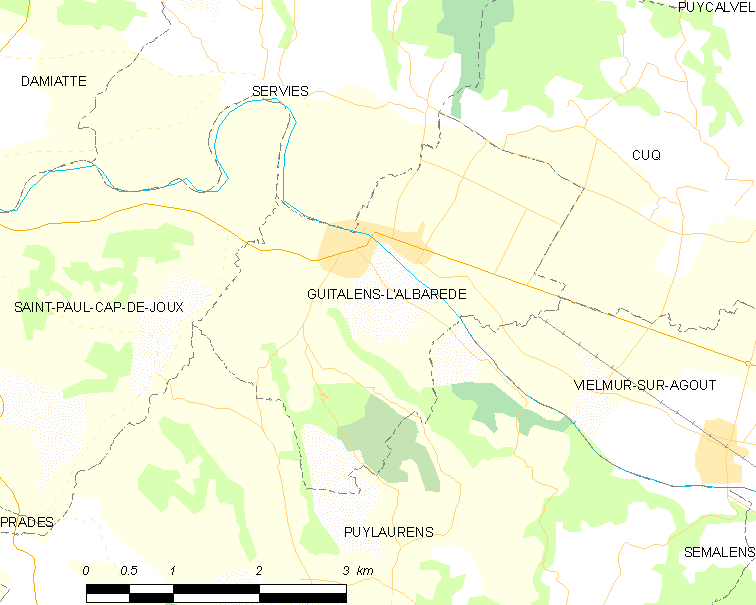
Карта коммуны

Коммуна расположена приблизительно в 580 км к югу от Парижа, в 50 км восточнее Тулузы, в 33 км к югу от Альби.
По территории коммуны протекает река Агу.

## Население
Население коммуны на 2010 год составляло 816 человек.
| 1962 | 1968 | 1975 | 1982 | 1990 | 1999 | 2010 |
| ---- | ---- | ---- | ---- | ---- | ---- | ---- |
| —    | —    | —    | —    | —    | —    | 816  |

## Экономика
В 2007 году среди 456 человек в трудоспособном возрасте (15—64 лет) 349 были экономически активными, 107 — неактивные (показатель активности — 76,5 %). Из 349 активных работали 308 человек (168 мужчин и 140 женщин), безработных было 41 (17 мужчин и 24 женщины). Среди 107 неактивных 29 человек были учениками или студентами, 36 — пенсионерами, 42 были неактивными по другим причинам.

## Достопримечательности
- Замок Шато-О (1889 год). Исторический памятник с 1991 года.[4]